# المدينة الرياضية ببنغازي
المدينة الرياضية في مدينة بنغازي، ليبيا هي مجمع رياضي متعدد الاستخدامات في المدينة. يحتوي ملعباً رئيسيا لاستضافة مباريات كرة القدم، إضافة لامتلاكها منشآت لألعاب القوى.
بدأ العمل في بنائها العام 1967 وافتتحت رسميا العام 1970، وملعبا رئيسيا لكرة القدم وهو ملعب 28 مارس والذي يتسع ل55,000 متفرج، إضافة إلى ملاعب للتنس ومسابح وصالة رياضية مغطاة ومواقف للسيارات وعدد من المنشآت الأخرى.
وموقعها في وسط المدينة حيث تطل على بحيرة 23 يوليو إضافة مجاورتها لحي الكيش. وخضع ملعب المدينة الرياضية للإغلاق لغرض الصيانة في 2007. حيث أوضح مكتبين استشاريين عدم صلاحية المدرجات والخرسانات وذلك نتيجة التصدعات والتشققات في الهياكل الخرسانية وأن السماح باستعمالها يعد خرقاً لمبادئ السلامة.
وفي 2009 تم إغلاق الملعب رسميا وبدأت أعمال الهدم في إنشاءات الملعب القديم، لغرض بناء ملعب جديد مسقوف سيتسع ل45,000 متفرج، والعملية تشمل صيانة كامل المدينة الرياضية. وكان يفترض أن تنتهي كافة الأعمال الإنشائية اللازمة بحلول أواسط 2011 تمهيداً لاستضافة ليبيا حينها كأس الأمم الأفريقية في 2012، ولكن توقفت الأعمال بشكل تام بسبب أحداث ثورة 17 فبراير في البلاد.

## وصلات خارجية
- مشروع صيانة وتطوير المدينة الرياضية بمدينة بنغازي - جهاز تنمية وتطوير المراكز الإدارية
- تأهيل وتطوير المدينة الرياضية بنغازي، الشركة الليبية للإستثمار والتنمية - ليديكو